# Szarzyński (album NFM)
Szarzyński lub Stanisław Sylwester Szarzyński – dwupłytowy album z dziesięcioma utworami barokowymi Stanisława Sylwestra Szarzyńskiego, polskiego kompozytora najprawdopodobniej tworzącego w II połowie XVII w., nagrany przez Wrocław Baroque Ensemble pod dyrekcją Andrzeja Kosendiaka. Został wydany 27 września 2019 przez Narodowe Forum Muzyki (nr kat. NFM 54) i CD Accord (nr kat.ACD 261-2). Nominacja do Fryderyka 2020 w kategorii «Album Roku Muzyka Dawna».

## Lista utworów

### CD 1
- Completorium [24'34]
  - 1. Cum invocarem  3'55
  - 2. In te Domine speravi 2'52
  - 3. Qui habitat 3'47
  - 4. Ecce nunc benedicite Dominum 3'37
  - 5. Te lucis ante terminum 2'39
  - 6. Nunc dimittis 3'48
  - 7. Ave Regina 3'52
- 8. Pariendo non gravaris 5'43
- 9. Veni Sancte Spiritus 7'22
- 10. Quam felix curia 5'31
- 11. Jesu spes mea 4'53
- 12. Ad hymnos ad cantus 4'43

### CD 2
- 1. Sonata a due violini con basso pro organo 5'42
- 2. Litania cursoria 15'48
- Missa septem dolorum beatea Mariae Virginis* [ 17'43 ]
  - 3. Praeludium primi toni** 1'25
  - 4. Introitus 2'23
  - 5. Kyrie 1'02
- Gloria
  - 6. Gloria in excelsis deo (incipit) – Preambulum 3** 0'30
  - 7. Gratias agimus tibi 2'03
  - 8. Praeludium** 0'18
  - 9. Quoniam tu solus sanctus 1'14
  - 10. Preambulum 4** 0'20
  - 11. Offertorium 1'44
  - 12  Sanctus 1'41
  - 13  Benedictus 0'49
  - 14  Agnus Dei 1'07
  - 15  Communio 1'15
  - 16  Planctus de Beata Maria Virgine 1'46
- 17  Gloria in excelsis Deo 3'03

* Światowa premiera nagrania
** Anonim, Warszawska tabulatura organowa, XVII w.
Rekonstrukcja partii głosu najwyższego (altus) w „Missa septem dolorum” – Marcin Szelest